# Otto Bettmann
Otto Ludwig Bettmann, né le 15 octobre 1903 à Leipzig et mort le 3 mai 1998 en Floride, est le fondateur de la Bettmann Archive, l'une des plus célèbres collections de photographies historiques du XXe siècle. Il est considéré comme celui qui inventa le commerce des ressources photographiques.